# János Kalmár
János Kalmár   (Budapest, 16 d'abril de 1942) és un tirador d'esgrima hongarès, ja retirat, especialista en sabre, que va competir durant la dècada de 1960.
El 1968 va prendre part en els Jocs Olímpics d'Estiu de Ciutat de Mèxic, on guanyà la medalla de bronze en la prova de sabre per equips del programa d'esgrima.
En el seu palmarès també destaquen tres medalles al Campionat del món d'esgrima, dues de plata i una de bronze, entre les edicions de 1969 i 1970. A les Universíades de 1965 guanyà una medalla d'or.
Va desertar el 1970, després dels Mundials de Viena. Primer va viure a Viena, després es va traslladar a Suècia, on finalitzà els estudis en medicina. El 1975 es va traslladar a Nova Orleans, als Estats Units, on es va nacionalitzar i va treballar com a metge.